# 语义检索
语义检索 ，是为了生成更相关的结果，使用语义网络中的数据来帮助区分(disambiguation)查询和网页的内容，所进行的在线检索过程。Hildebrand et al. 有一个对语义检索系统的全面回顾报告，并且说明了语义在检索过程中的相关使用情况。